# Za Brodem
Za Brodem (ukr. Забрід) – wieś na Ukrainie w rejonie złoczowskim (do 2020 roku do rejonie buskim) obwodu lwowskiego.